# 小平甚右衛門
小平 甚右衛門（こだいら じんえもん、天保14年（1843年） - 明治4年5月26日（1871年7月13日）
）は、明治時代初頭の世直し一揆指導者。幼名は頼三郎。

## 経歴・人物
信濃国松代藩領の更級郡山田村（現長野県千曲市）の宮原瀬左衛門の第三子で、村の名主宮原弥右衛門の弟。21歳で同村の小平久十郎の養女ヤヲの婿となる。明治3年（1870年）藩が発行した藩札の太政官札に対する2割5分引きの撤回を求める農民一揆（松代騒動、別名：午札騒動）を指導。要求は認められたが、一揆の頭取を務めた廉で、翌4年（1871年）5月に藩の公設刑場である東寺尾村（長野市松代町）の鳥打峠で処刑された。1972年に墓地の一角に建てられた「大衆のために生命を捧げ得る者は士なり」の顕彰墓碑がある。